# Fülep Máté
Fülep Máté (Miskolc, 1986. március 6. –) operaénekes (lírai bariton)

## Élete
Tanulmányait szülővárosában, a Bartók Béla Zeneművészeti Szakközépiskolában kezdte, ahol gordon szakon is végzett,  majd a Debreceni Egyetem Zeneművészeti Karán szerezte meg énekművész,-tanár diplomáját 2005-től hat évig volt a Debreceni Csokonai Színház tagja, ahol a szólista karrierje is elindult. Első nagy szerepe a Figaró házasságának Figaró szerepe volt, amiben párhuzamosan debütált a Szegedi Nemzeti Színházban és a Gödöllői Királyi kastályban.  
A Debreceni Egyetem Zeneművészeti Karán végzett 2009-ben énekművész- és énektanárként. Még egyetemi tanulmányai idején csatlakozott debreceni Csokonai Színház társulatához mint szólista. Később a Hágai Királyi Konzervatóriumban tanult. 
Magyarországi tanulmányai után a Hágai Királyi Zeneakadémián képezte tovább magát, majd 2011-ben a Don Giovanni címszerepét formálta meg a hágai Schouwburgban. 2013-ban a Bartók Plusz Operafesztivál meghívására alakította Frank/Fritz szerepét Korngold A halott város című operájában. Később Fischer Annie-ösztöndíjasként dalesteket tartott, amelyek közül kiemelkedik Schubert Winterreise dalciklusának előadása. 
A Magyar Állami Operaházban 2015 szeptemberében debütált, Donizetti Bolondokházának Eustachiójaként. Az intézményben azóta számos szerepben láthatta a közönség, többek között  Dancaïre (Bizet: Carmen), Jake (Gershwin@: Porgy és Bess), Papageno (Mozart: A varázsfuvola), Chichibio (Mozart: A kairóilúd avagy a rászedett vőlegény), Schaunard (Puccini: Bohémélet) Agatha (Donizetti: Viva la Mamma) és Christiano (Verdi: Az álarcosbál) megformálójaként. Az Armel Opera Versenyen nagy sikerrel énekelte Eötvös Péter Lady Sarashina című operájának bariton szerepeit a bécsi MuTh színházban 2018-ban.
Koncerténekesként rendszeres fellépője a Magyar Rádió Művészeti Együttesenek, a Miskolci Szimfónikus Zenekarnak és a Capella Savaria Barokk Zenekarnak a koncertjein. Kiemelkedő, hogy 2020 tavaszán, Daniel Schnyder The Revelation of St. John (János jelenései) című művének magyarországi ősbemutatóján lépett fel a Müpában Sebastian Weigle vezényletével. 2022 november 4-én a Nemzeti Gyásznapon volt a Magyar Rárdó Művészeti Együtteseinek szólistája. 

## Szerepei
- David Alagna: Egy halálraítélt utolsó napja – Első gályarab
- Georges Bizet: Carmen – Dancaïre; Morales
- Gaetano Donizetti Megszállottak – Eustachio
- Gaetano Donizetti: Szerelmi bájital – Belcore
- Eötvös Péter: Lady Sarashina –
- Erkel Ferenc: Bátori Mária – Szepelik bizalmasa; Kém
- Erkel Ferenc: Hunyadi László – Rozgonyi
- Erkel Ferenc: Bánk bán – Biberach
- George Gershwin: Porgy és Bess – Jake
- Umberto Giordano: André Chénier – Mathieu
- Charles Gounod: Faust – Wagner
- Jake Heggie: Holt ember sétája – 2. börtönőr
- Kodály Zoltán: Székely fonó – A gazdag legény
- Erich Wolfgang Korngold: A holt város – Frank/Fritz
- Ruggero Leoncavallo: Bajazzók – Silvio
- Giacomo Meyerbeer: A hugenották – De Retz
- Wolfgang Amadeus Mozart: Bastien és Bastienne – Colas
- Wolfgang Amadeus Mozart: A kairói lúd – Chichibio
- Wolfgang Amadeus Mozart: Figaro lakodalma – Figaro
- Wolfgang Amadeus Mozart: Don Juan – címszerep
- Wolfgang Amadeus Mozart: A varázsfuvola – Papageno
- Modeszt Petrovics Muszorgszkij: Borisz Godunov – Andrej Scselkalov
- Szergej Szergejevics Prokofjev: A tüzes angyal – Szolgáló
- Giacomo Puccini: Manon Lescaut – Az íjászok kapitánya
- Giacomo Puccini: Bohémélet – Schaunard; Marcel
- Giacomo Puccini: Turandot – Ping; Egy mandarin
- Bedřich Smetana: Az eladott menyasszony – Micha
- Johann Strauss d. S.: A cigánybáró – Carnero gróf
- Richard Strauss: Ariadné Naxoszban – Fodrász
- Giuseppe Verdi: La Traviata – d’Obigny márki; Douphol báró
- Giuseppe Verdi: Álarcosbál – Silvano/Christiano

Bagó (Kacsóh Pongárcz: János Vitéz), 
Guglielmo (W. A. Mozart: Cosi fan tutte), 
Danidini (G. Donzetti: Hamupipőke), 
Kérő (Kodály Zoltán: Székely fonó)
Háry János (Kodály Zoltán: Háry János)

## Oratóriumrepertoárja
Legfontosabbak: 
J. Brahms: Német Requiem, G. Faure: Requiem, A. Dvorak: Requiem, W. A. Mozart: Requiem, J. Bach: János passió, J. Bach: Máté passió, G. Graun: Der Tod und Jesu, J.Haydn: Évszakok, Kodály Zoltán: Zrínyi Szózata, Ligeti Gy: Requiem, Liszt F.: Krisztus, C. Orff: Carmina burana, 

## Forrás
- Fülep Máté Archiválva 2021. január 13-i dátummal a Wayback Machine-ben a Magyar Állami Operaház oldalán
- Fülep Máté Operabase adatlapja
- www.fulepmate.hu